# Astrochelys radiata
La tortuga radiada  o tortuga estrellada de Madagascar (Astrochelys radiata) es una especie de tortuga criptodira de la familia Testudinidae endémica de Madagascar.

## Distribución y hábitat
La especie es originaria del sur de Madagascar, pero también está presente en las islas Mauricio y La Reunión, donde fue introducida por el hombre.
Vive en regiones áridas en climas subtropicales. Prefieren las regiones secas de arbustos, bosques espinosos (Diderae), y los bosques del sur de Madagascar.

## Morfología

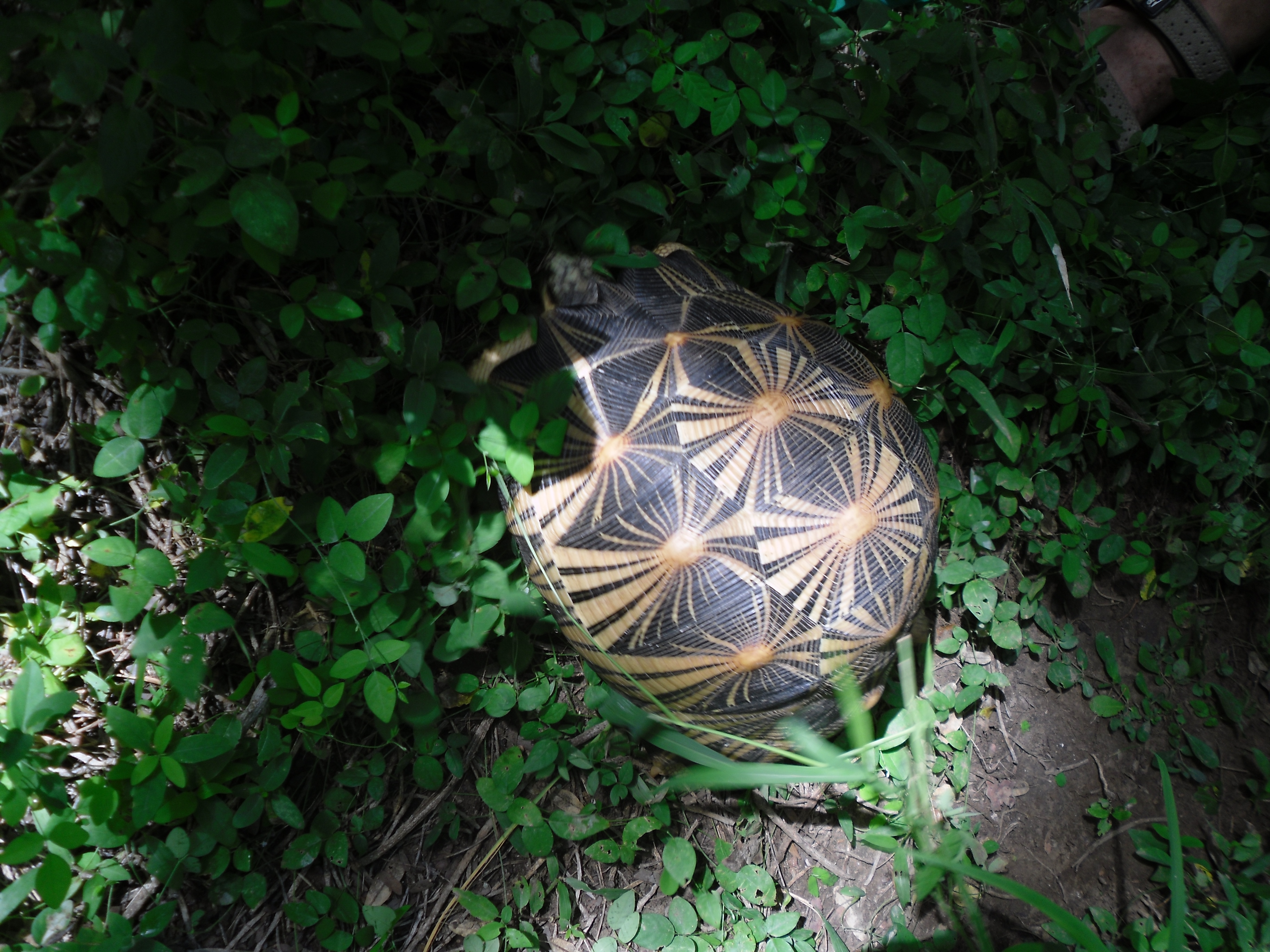
Tortuga radiada (A. radiata).

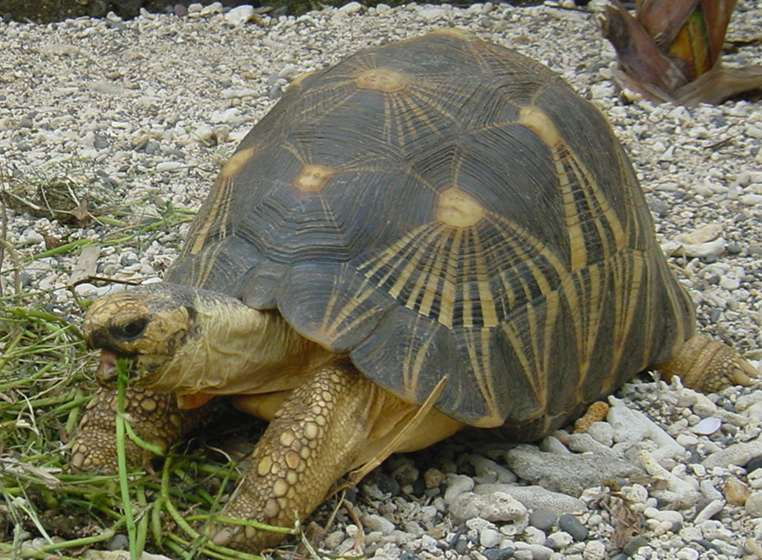
tortuga radiada (A. radiata) alimentándose.

La tortuga radiada (A. radiata) es una tortuga grande y de aspecto muy atrayente, un macho adulto puede medir hasta 40 cm de largo y puede pesar 20 kg. Las hembras suelen ser más pequeñas (hasta 30 cm de longitud y 15 kg de peso). La tortuga radiada tiene una esperanza de vida de alrededor de 100 años. Tu'i Malila, un espécimen que regaló James Cook a la reina de Tonga en 1773 vivió hasta 1965. Ahora se conserva disecada en el museo de Auckland (Nueva Zelanda)
La tortuga radiada es considerada como una de las tortugas más bonitas del mundo. Su caparazón tiene una alta cúpula, tiene cabeza roma, y los pies con una forma similar a los de los paquidermos. Las patas, los pies y la cabeza son de color amarillo a excepción de un trozo negro de tamaño variable en la parte superior de la cabeza.
El caparazón de la tortuga radiada está brillantemente marcado con líneas amarillas que irradian desde el centro de cada placa oscura del caparazón, de ahí su nombre. Esta "estrella" es más finamente detallada e intrincada que el patrón normal de otras especies de tortuga de estrellas estampadas, como la tortuga estrellada de la India (Geochelone elegans). La tortuga radiada también es mayor que G. elegans, y los escudos del caparazón son suaves, y no se levantan en una forma irregular, piramidal, como se ve comúnmente en esta última especie. No es leve su dimorfismo sexual. En comparación con las hembras, los machos de las tortugas radiadas en general tienen colas más largas y la muesca en el peto debajo de la cola es más notable.

## Alimentación
La tortuga radiada (A. radiata) es exclusivamente herbívora, se alimenta de plantas, que constituyen más del 90% de su dieta, frutas y plantas.

## Reproducción

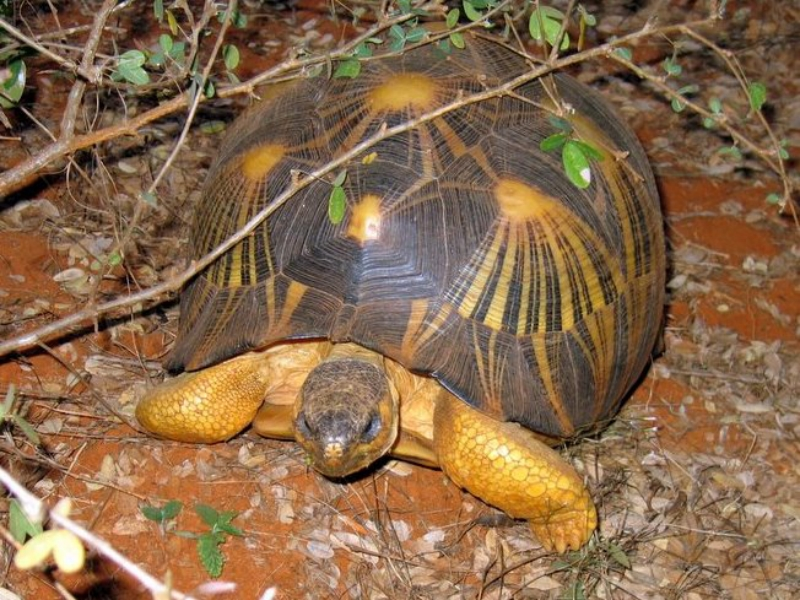
Tortuga radiada (G. radiata).

La madurez sexual se alcanza con los 30 cm de longitud del caparazón en los machos y con los 33 cm en las hembras. La época de reproducción se produce después de la temporada de lluvias. Durante el desove la hembra pone entre tres y doce huevos en un profundo agujero de 30 cm, que eclosionan después de un período de incubación que puede ir desde los 145 hasta los 230 días. Las puestas pueden ser más de una al año y pueden llegar a un máximo de 6 en algunos casos.
El macho comienza este procedimiento bastante ruidoso moviendo la cabeza y oliendo las patas traseras de la hembra y la cloaca. En algunos casos el macho puede tumbar el caparazón de la hembra para evitar que se aleje. El macho procede a montar a la hembra desde atrás, golpeando la región anal de su caparazón. Silbidos y gruñidos del macho durante el apareamiento son comunes. Este es un procedimiento muy peligroso y se han registrado casos en que el caparazón de la hembra se ha roto.
Las hembras ponen de 3 a 12 huevos en un agujero excavado antes de 15 a 20 cm de profundidad. La incubación es muy larga en esta especie, que suele durar entre cinco y ocho meses. Las crías miden entre 1.25-1.6 3.2 a 4 cm en el momento de la eclosión. A diferencia de la coloración amarilla de los adultos, los juveniles son de un color blanquecino.

## Conservación
La especie está incluida en el Apéndice I de la Convención de Washington y es considerado como en peligro crítico según los criterios de la Lista Roja de la UICN, especialmente por su pequeña área de distribución, la pérdida del hábitat, la caza furtiva para el consumo, y la captura para el comercio de mascotas. La Convención sobre el Comercio Internacional de Especies Amenazadas de Fauna y Flora Silvestres (CITES) prohíbe la importación o exportación de la especie en la mayoría de condiciones. Sin embargo, debido a las malas condiciones económicas de Madagascar, muchas de las leyes son ignoradas. 
No hay estimaciones de las poblaciones silvestres, pero sus números están disminuyendo, y muchos ven la posibilidad de un rápido descenso hasta la extinción en la naturaleza. En el libro genealógico de América del Norte, 332 ejemplares aparecen como participantes en los programas de cría en cautividad, como el SSP (Plan de Supervivencia de Especies). Y la organización francesa SOPTOM ha abierto un centro en Madagascar para su conservación donde se cría en cautividad.

## Clasificación
Anteriormente fue asignada al género Geochelone, pero como era el caso de otras especies previamente incluidas en este género de gran tamaño, es asignada recientemente a un nuevo género, Astrochelys, que también incluye a la especie del norte de Madagascar, Astrochelys yniphora.